# Milton Keynes
Milton Keynes este un oraș și o Autoritate Unitară în regiunea South East England. 90% din populație este concentrată în orașul propriu zis Milton Keynes.

## Orașe
- Milton Keynes;
- Newport Pagnell;
- Olney;
- Stony Stratford;

## Personalități marcante
- Alan Turing (1912 – 1954), matematician;
- James Charles Marshall (1923 – 2012), om de afaceri;
- Kevin Whately (n. 1951), actor;
- Kwame Nkrumah-Acheampong (n. 1974), schior;
- Emily Bergl (n. 1975), actriță;
- Ian Poulter (n. 1976), jucător de golf;
- Daniel Clive Wheldon (1978 – 2011), pilot de curse;
- Craig Pickering (n. 1986), atlet;
- Gregory James Rutherford MBE (1986), atlet;
- Sam Baldock (n. 1989), fotbalist;
- Mark Leonard Randall (1989), fotbalist;
- Liam Mark Kelly (n. 1990), fotbalist;
- George Baldock (n. 1993), fotbalist;
- Ben Chilwell (n. 1996), fotbalist.
- Dele Alli (n. 1996), fotbalist;
- Leah Cathrine Williamson (n. 1997), fotbalistă;
- Antonee Robinson (n. 1997), fotbalist.

1. ↑   http://data.ordnancesurvey.co.uk/doc/50kGazetteer/163655 Lipsește sau este vid: |title= (ajutor)